# Loong Air
Loong Air ist eine chinesische Fluggesellschaft mit Sitz in Hangzhou.

## Geschichte
Loong Air wurde 2012 als CDI Cargo Airlines gegründet. Die Fluggesellschaft begann im August desselben Jahres ihren Betrieb als Frachtfluggesellschaft. 2013 erhielt die Gesellschaft von der Zivilen Luftfahrtbehörde der Volksrepublik China ihre Erlaubnis auch Passagierflüge durchzuführen.

## Flugziele
Die Fluggesellschaft fliegt nationale und kontinentale Destinationen an.

## Flotte

### Aktuelle Flotte

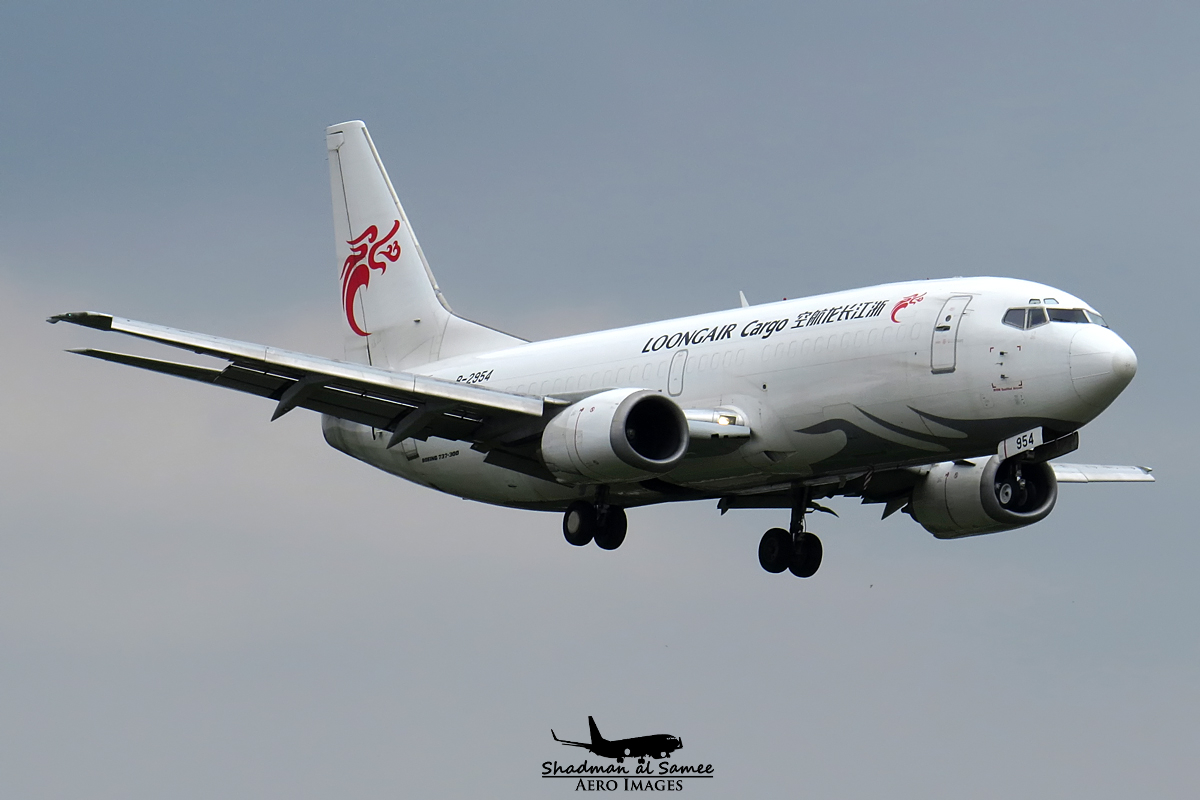
Boeing 737-300 der Loong Air

Mit Stand Februar 2024 besteht die Flotte der Loong Air aus 68 Flugzeugen mit einem Durchschnittsalter von 5,4 Jahren:
| Flugzeugtyp     | Anzahl | bestellt | Anmerkungen               | Sitzplätze | Durchschnittsalter (Februar 2024) |
| --------------- | ------ | -------- | ------------------------- | ---------- | --------------------------------- |
| Airbus A319-100 | 01     |          | mit Winglets ausgestattet | 134        | 5,2 Jahre                         |
| Airbus A320-200 | 28     |          | mit Winglets ausgestattet | 174        | 7,8 Jahre                         |
| Airbus A320neo  | 29     |          |                           | 174        | 4,2 Jahre                         |
| Airbus A321neo  | 10     |          |                           | 210        | 2,0 Jahre                         |
| Gesamt          | 68     | –        |                           |            | 5,4 Jahre                         |

### Aktuelle Sonderbemalungen
| Bemalung                         | Flugzeugtyp     | Luftfahrzeugkennzeichen | Zeitraum            | Bild |
| -------------------------------- | --------------- | ----------------------- | ------------------- | ---- |
| 19th Asian Games - Hangzhou 2022 | Airbus A320-200 | B-1673                  | seit Juni 2020      |      |
| 19th Asian Games - Hangzhou 2022 | Airbus A320-200 | B-1675                  | seit Juni 2020      |      |
| 19th Asian Games - Hangzhou 2022 | Airbus A320-200 | B-1676                  | seit Juli 2020      |      |
| 19th Asian Games - Hangzhou 2022 | Airbus A320-200 | B-8145                  | seit Juli 2020      |      |
| 19th Asian Games - Hangzhou 2022 | Airbus A320-200 | B-8147                  | seit Juni 2020      |      |
| 19th Asian Games - Hangzhou 2022 | Airbus A320-200 | B-8148                  | seit Juli 2020      |      |
| 19th Asian Games - Hangzhou 2022 | Airbus A320-200 | B-8243                  | seit Dezember 2020  |      |
| 19th Asian Games - Hangzhou 2022 | Airbus A320-200 | B-8335                  | seit Dezember 2020  |      |
| 19th Asian Games - Hangzhou 2022 | Airbus A320-200 | B-8336                  | seit Dezember 2020  |      |
| 19th Asian Games - Hangzhou 2022 | Airbus A320-200 | B-8453                  | seit Dezember 2020  |      |
| Tide Xiaoshan                    | Airbus A320-200 | B-1866                  | seit September 2019 |      |
| Gansu                            | Airbus A320-200 | B-1867                  | seit Juni 2021      |      |
| Gansu                            | Airbus A320-200 | B-1868                  | seit Juni 2021      |      |
| hello 5G                         | Airbus A320-200 | B-8146                  | seit Mai 2020       |      |
| Zhejiang-Aksu                    | Airbus A320-200 | B-8433                  | seit Januar 2021    |      |
| Zhejiang-Aksu                    | Airbus A320-200 | B-8452                  | seit Januar 2021    |      |
| Sprinting Xiaoshan               | Airbus A320-200 | B-8451                  | seit Juni 2023      |      |
| Changbai Mountain                | Airbus A320-200 | B-8560                  | seit Januar 2021    |      |
| Monalisa Tiles                   | Airbus A320-200 | B-8593                  | seit Juni 2023      |      |
| Pop Land                         | Airbus A320-200 | B-8895                  | seit Juni 2023      |      |
| Picturesque Zhejiang             | Airbus A320-200 | B-8897                  | seit November 2017  |      |
| CZBank                           | Airbus A320-200 | B-8985                  | seit Juni 2023      |      |
| CZBank                           | Airbus A321neo  | B-325X                  | seit Juni 2023      |      |
| Picturesque and Dynamic Zhejiang | Airbus A321neo  | B-327C                  | seit Oktober 2022   |      |
| Picturesque and Dynamic Zhejiang | Airbus A321neo  | B-328X                  | seit Oktober 2022   |      |
| 19th Asian Games - Hangzhou 2022 | Airbus A321neo  | B-329Q                  | seit Juni 2022      |      |
| 19th Asian Games - Hangzhou 2022 | Airbus A321neo  | B-329R                  | seit Mai 2022       |      |

### Ehemalige Flugzeugtypen
- Boeing 737-300